# 坂庭好一
坂庭 好一（さかにわ こういち、1948年 - ）は、日本の電子工学者。東京工業大学名誉教授。元総務省電気通信事業紛争処理委員会委員長。

## 人物・経歴
1972年東京工業大学工学部電子工学科卒業。1974年東京工業大学大学院電子工学専攻修士課程修了。1977年東京工業大学大学院電子工学専攻博士課程修了、東京工業大学大学院総合理工学研究科助手。1981年東京工業大学工学部助手。1983年東京工業大学工学部助教授。1991年東京工業大学工学部教授。2006年情報理論とその応用学会会長。2007年総務省電気通信事業紛争処理委員会委員長代理。2010年総務省電気通信事業紛争処理委員会委員長。2012年電子情報通信学会編集長。2014年定年退職、東京工業大学名誉教授。情報通信理論の基礎的分野において先駆的研究を行った。

## 受賞歴
- 1982年電子情報通信学会論文賞[2]
- 1989年電気通信普及財団テレコム技術賞奨励賞[2]
- 1990年電子情報通信学会論文賞[2]
- 1992年電子情報通信学会論文賞[2]
- 1994年電子情報通信学会論文賞[2]
- 2016年電子情報通信学会功績賞[1]
- 2017年電子情報通信学会名誉員[6]